# El Portal del Pardo
El Portal del Pardo és una obra del Vendrell inclosa a l'Inventari del Patrimoni Arquitectònic de Catalunya.

## Descripció
És un edifici de dos cossos: un d'horitzontal i una torre vertical. La torre vertical és construïda sobre l'arc de mig punt (antiga portalada de les muralles) a partir d'una volta d'aresta amb clau on veiem l'escut dels Nin. El primer pis comprèn un balcó amb porta balconera, pilastres adossades, capitells, fris amb representacions d'animals, i a sobre un mig relleu amb el símbol de Crist, amb més volutes i altres elements. El segon pis té una porta balconera amb ampit i trenca-aigües. També hi ha una golfa amb tres finestres i una teulada arquitrabada. El cos horitzontal ocupa també part del Carrer Major, allà es troba l'entrada. En aquesta façana principal ressalten uns balcons col·locats posteriorment, ja que són adossats sobre algunes de les mènsules de l'antic arc de la portalada, que avui presenta una llinda,... Cal fer especial esment de les meravelloses finestres gòtiques de la part superior de la casa, les quals són compostes per arcs de carpanell, i dels dibuixos molt erosionats que hi ha a la façana que dona al pont de França.

## Història
Al segle xvi la vila era encara emmurallada i tenia cinc portals que donaven a l'exterior, dels quals se n'ha conservat un, el dit Portal del Pardo, al capdavall del carrer Major, que donava accés al camí de Sant Vicenç. L'edifici que hostatja aquest portal data del 1623, evidentment posterior a la primera fortificació. És un exemple de gòtic civil. Amb l'arribada dels francesos, a la darreria del segle xvi, s'inicià l'augment demogràfic del Vendrell i la vila s'expansionà cap a extramurs, amb la formació del raval de "La França", a la riba dreta de la riera de Bisbal. Als segles xvii i xviii el recinte urbà ultrapassà per arreu el petit cos emmurallat dels temps passats. El Carrer Major es va allargar més enllà del portal del Pardo fins a la vora de la riera.
A principis del segle XXI S'hi va instal·lar la Fundació Apel·les Fenosa